# Vụ tấn công từ chối dịch vụ Hàn Quốc 2009

Sơ đồ tấn công

Vụ tấn công từ chối dịch vụ Hàn Quốc 2009 là một chuỗi các đợt tấn công mạng nhắm vào các trang mạng chính phủ, trang tin tức, trang tài chính có máy chủ đặt tại Hàn Quốc và Mỹ. Cuộc tấn công sử dụng một số lượng lớn botnet—lây nhiễm vào các máy tính—để gửi truy vấn liên tục đến các website nói trên, như một dạng tấn công DDoS. Phần lớn các máy tính bị lợi dụng để tấn công đặt tại Nam Triều Tiên. Số lượng máy tính bị chiếm quyền điều khiển rất lớn; khoảng 20.000 theo thông tin từ Cơ quan tình báo Nam Triều Tiên, khoảng 50.000 theo công ty công nghệ bảo mật Symantec, và hơn 166.000 theo Trung tâm An ninh mạng Bkis.
Thời gian và nơi khơi mào cuộc tấn công được cho là bắt nguồn từ Bắc Triều Tiên, mặc dù những nhận định này chưa được chứng minh. Một số khác cho rằng cuộc tấn công bắt nguồn từ Vương quốc Anh.

## Hậu quả
Mặc dù thực tế cuộc tấn công nhằm vào phần lớn các trang công cộng và một phần các trang riêng tư, văn phòng chính phủ Hàn Quốc cho rằng cuộc tấn công có mục đích chính là chia rẽ, hơn là đánh cắp dữ liệu. Dù vậy, Jose Nazario, người quản lý an ninh mạng Hoa Kỳ, cho rằng cuộc tấn công chỉ làm mất khoảng 23 megabit dữ liệu mỗi giây, không đủ gây hậu quả nghiêm trọng. Joe Stewart, đang nghiên cứu tại Secureworks' Counter Threat Unit, nói rằng dữ liệu được tạo ra bởi một chương trình tấn công dựa trên một trình duyệt có ngôn ngữ là tiếng Triều Tiên.

## Phản ứng dư luận đối với BKIS
- Sau khi BKIS công bố đã tìm ra nguồn gốc cuộc tấn công bắt nguồn từ 2 server ở Anh bằng cách xâm nhập trái phép, dư luận đã phản ứng rất dữ dội, cho đó là một hành vi trái phép và vi phạm nghiêm trọng luật an ninh Quốc tế[10]. Ngoài ra BKIS còn cho rằng KrCERT đã yêu cầu BKIS truy tìm nguồn gốc tấn công dùm nhưng thực ra công văn này chỉ gửi đến VNCERT. Tuy nhiên ông Nguyễn Tử Quảng đã bác bỏ điều này[11]

## Dẫn chứng
1. 1 2  "New 'cyber attacks' hit S Korea". BBC News. ngày 9 tháng 7 năm 2009. Truy cập ngày 9 tháng 7 năm 2009.
2. ↑  Claburn, Thomas (ngày 10 tháng 7 năm 2009). "Cyber Attack Code Starts Killing Infected PCs". InformationWeek. Bản gốc lưu trữ ngày 13 tháng 7 năm 2009. Truy cập ngày 10 tháng 7 năm 2009.
3. ↑  Mills, Elinor (ngày 10 tháng 7 năm 2009). "Botnet worm in DOS attacks could wipe data out on infected PCs". CNET News. Bản gốc lưu trữ ngày 29 tháng 7 năm 2009. Truy cập ngày 26 tháng 7 năm 2009.
4. 1 2  Williams, Martyn (ngày 14 tháng 7 năm 2009). "UK, not North Korea, source of DDOS attacks, researcher says". IDG News Service. Bản gốc lưu trữ ngày 15 tháng 6 năm 2011. Truy cập ngày 26 tháng 7 năm 2009.
5. ↑  "Pyongyang blamed as cyber attack hits S Korea". Financial Times. ngày 9 tháng 7 năm 2009. Bản gốc lưu trữ ngày 20 tháng 9 năm 2014. Truy cập ngày 9 tháng 7 năm 2009.
6. ↑  Kim, Hyung-Jin (ngày 8 tháng 7 năm 2009). "Korean, US Web sites hit by suspected cyber attack". Associated Press. Lưu trữ bản gốc ngày 11 tháng 7 năm 2009. Truy cập ngày 9 tháng 7 năm 2009.
7. ↑  McDevitt, Caitlin (ngày 9 tháng 7 năm 2009). "Cyberattack Aftermath". Reuters. Bản gốc lưu trữ ngày 12 tháng 7 năm 2009. Truy cập ngày 9 tháng 7 năm 2009.
8. ↑  "S Korea's presidential office says no damage done from hacker attacks". Xinhua. ngày 8 tháng 7 năm 2009. Truy cập ngày 9 tháng 7 năm 2009.
9. 1 2  Markoff, John (ngày 9 tháng 7 năm 2009). "Cyberattacks Jam Government and Commercial Web Sites in U.S. and South Korea". The New York Times. Truy cập ngày 9 tháng 7 năm 2009.
10. ↑  "Bkis khẳng định KrCert có yêu cầu hỗ trợ điều tra". Bản gốc lưu trữ ngày 24 tháng 7 năm 2009. Truy cập ngày 26 tháng 7 năm 2009.
11. ↑  "Bkis có phạm luật?". Bản gốc lưu trữ ngày 23 tháng 7 năm 2009. Truy cập ngày 26 tháng 7 năm 2009.